# Запис Ивковића крушка (Барајево)
Запис Ивковића крушка (Барајево) се налази на парцели чији је власник Ивковић Витомир.

## Локација
| Општина             | Барајево                                                                    |
| Катастарска општина | Барајево                                                                    |
| Потес               | Велике ливаде                                                               |
| Координате          | 44° 35′ 39″ С; 20° 25′ 44″ И / 44.594299999999997° С; 20.428999999999998° И |
| Надморска висина    | 143m                                                                        |

## Карактеристике
Дендрометријске вредности утврђене на терену и сателитским снимцима:
| Стабло                     | крушка |
| Висина стабла              | m      |
| Обим дебла                 | m      |
| Пречник крошње             | 5m     |
| Пречник дебла              | m      |
| Висина дебла до прве гране | m      |

## База записа
Запис је у оквиру Викимедија пројекта "Запис - Свето дрво" заведен под редним бројем 1008.